# 古路镇 (巫溪县)
古路镇，是中华人民共和国重庆市巫溪县下辖的一个乡镇级行政单位。

## 行政区划
古路镇下辖以下地区：
古路社区、古路村、青龙村、斑竹村、彭庄村、白家村、麻柳村、大泉村、得胜村、观峰村、长龙村、龙坪村、黄阳村、中康村、龙泉村、万乐村和金鱼村。